# Banner

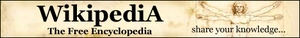
Banderola de Wikipedia.

Un banner o báner (en español: banderola o pancarta), o  más formalmente web banner, es un formato publicitario en Internet. Es un tipo de anuncio empleado en la conocida como publicidad display, consistente en piezas publicitarias de contenido gráfico, sea estático o animado, que se encuentran localizadas en diferentes páginas web o en aplicaciones informáticas. Los banners están diseñados con la intención de llamar la atención para así resaltar la publicidad y dar a comunicar un mensaje. Suelen ser interactivos (es decir, clicables), dirigiendo al usuario que hace clic en el banner a la web, u otro contenido, del anunciante. La web o soporte donde el banner va incluido recibe generalmente una retribución económica del anunciante por esa publicidad que los visitantes ven. 
Se conoce como publicidad display al formato publicitario en línea en donde se muestran los anuncios en forma de banners en diferentes páginas web o en aplicaciones informáticas. Los banners pueden tomar diferentes formas y tamaños. Pueden incluir imágenes, textos, audios, vídeos y otros formatos que puedan llamar la atención. Generalmente se ubican en la parte superior o lateral de las páginas web, o insertados entre sus contenidos.
Los banners se crean con imágenes estáticas (usualmente JPEG o PNG), o con animaciones creadas a partir de tecnologías como GIF, HTML5, o menos frecuentemente Java, Adobe Shockwave y Adobe Flash. Con la evolución de HTML5 muchos de los espacios publicitarios son capaces de integrarse completamente en la página donde se alojan. Están diseñados con la intención de llamar la atención, resultar notorios y comunicar el mensaje deseado. Por lo tanto, estas banderolas no necesariamente mantienen la línea gráfica del sitio en el que publicitan.
Cualquier sitio web es susceptible de incluir toda clase de banderolas y otros formatos publicitarios, aunque en la mayoría de los casos, son los sitios con contenidos de mayor interés o con grandes volúmenes de tráfico los que atraen las mayores inversiones de los anunciantes.

## Significado
El anuncio en banderola, el banner, desempeñó un papel significativo en el desarrollo rápido de la publicidad pagada en Internet. Con los formatos estándar, la operación (enlace en el que se puede hacer clic en un destino) y el sistema de precios (impresiones), el anuncio publicitario digital permitió que cualquier sitio web vendiera publicidad y proporcionó los requisitos operativos para que empresas de servidores de anuncios, como NetGravity, pudieran desarrollar los sistemas necesarios para operar y realizar un seguimiento de la publicidad basada en web...
El banner es también único, en comparación con la publicidad que aparece en entonces medios comparables, tales como periódicos y compartimientos: a diferencia de la publicidad en publicaciones periódicas, el anuncio promocional alienta a los consumidores de medios a dejar el servicio de medios o el producto e ir a un entorno de medios separado (normalmente un sitio web operado por el anunciante). Por el contrario, los lectores que ven la publicidad de periódicos o revistas físicas tradicionales no están alentados a dejar el periódico; el mensaje de la publicidad física está limitado a influir en el lector.

## Historia
El pionero de la publicidad en línea fue Prodigy, una empresa propiedad de IBM y Sears en ese momento. Prodigy utilizó la publicidad en línea primero para promocionar los productos de Sears en los años 80, y luego otros anunciantes, incluyendo AOL, uno de los competidores directos de Prodigy. Prodigy no pudo sacar provecho de ninguna de las ventajas de su primera empresa en la publicidad en línea. El primer anuncio web que se hizo clic (que más tarde pasó a ser conocido con el término "banner ad") fue vendido por Global Network Navigator (GNN) en 1993 a Heller, Ehrman, White y McAuliffe, un extinto bufete de abogados con un Silicon Valley oficina. GNN fue la primera publicación web con soporte comercial y uno de los primeros sitios web comerciales de la historia.
HotWired fue el primer sitio web en vender anuncios de banner en grandes cantidades a una amplia gama de grandes anunciantes corporativos. Andrew Anker fue el primer CEO de HotWired. Rick Boyce, un excomprador de medios de comunicación con la agencia de publicidad de San Francisco Hal Riney & Partners, encabezó el esfuerzo de ventas de la compañía. HotWired acuñó el término "anuncio de banner" y fue la primera empresa en proporcionar informes de clics a través de sus clientes. El primer banner web vendido por HotWired fue pagado por AT & T Corp. y se puso en línea el 27 de octubre de 1994. Otra fuente también da crédito a Hotwired y octubre de 1994, pero tiene la campaña de Coors como "Zima" como el primer banner web. En mayo de 1994, Ken McCarthy mentoró a Boyce en su transición de la publicidad tradicional a la publicidad en línea e introdujo por primera vez el concepto de un anuncio que se puede hacer clic y rastreable. Dijo que creía que sólo un modelo de respuesta directa —en el que se medía el rendimiento de la inversión de los anuncios individuales— resultaría sostenible a largo plazo para la publicidad en línea. A pesar de esta predicción, los anuncios de banner se valoraron y vendieron en función del número de impresiones que generaron.
El primer servidor central de anuncios fue lanzado en julio de 1995 por Focalink Communications, que permite la gestión, orientación y seguimiento de anuncios en línea. La innovación tecnológica del servidor de anuncios, junto con la venta de anuncios en línea sobre una base de impresión, impulsó un aumento dramático en la proliferación de la publicidad en la web y proporcionó la base económica para la web El nuevo modelo de publicidad en línea que surgió en los primeros años del siglo XXI, introducido por GoTo.com (más tarde Overture, luego Yahoo! y masivo comercializado por el programa AdWords de Google), se basa en gran medida en el seguimiento Respuesta de anuncio en lugar de impresiones.
La Vanguardia recoge en este artículo Los hitos en la historia del banner

## Eficacia de comunicación
Cada vez que un usuario accede a una página web concreta en la que se ha previsto la inclusión de una banderola, este aparece. Esto se conoce como «impresión». En los formatos habituales, cuando el usuario hace clic sobre la banderola, automáticamente es redirigido a otro sitio web, decidido por el anunciante, lo que se conoce como «click through». 
Cuando se relaciona el número de click through con las impresiones se obtiene una tasa denominada Proporción de clics (CTR por sus siglas en inglés, Click through ratio) que mide el número de veces que alguien ha hecho clic sobre la banderola respecto al número de veces que se ha mostrado dicha banderola —número total de impresiones—. Esta tasa puede variar muchísimo en función de la campaña de publicidad, pero se puede considerar aceptable si ronda entre el 0,1 % y el 1 %.
Habitualmente, el CTR es el principal indicador que se emplea para medir la eficacia de una campaña de publicidad por internet. En ocasiones sirve también para determinar el coste que el anunciante pagará por la campaña, aunque fundamentalmente este coste viene determinado por el número de impresiones.

## Formato

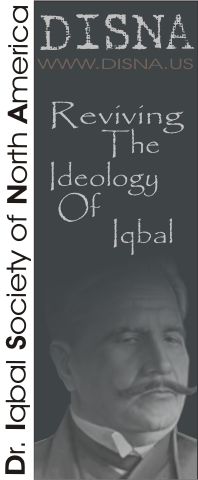
Banner rascacielos

La banderola tradicional mide 468×60 píxeles, aunque existen muchos otros formatos en función del soporte —el sitio web que los acoge—. De hecho, comúnmente el término banderola se emplea para referirse a todo tipo de formatos publicitarios en línea, aunque existen piezas de muy diferentes características. Entre otras:
- Robapáginas, de formato cuadrado o rectangular. Los formatos de robapáginas más frecuentes son: 200x200, 250x250, 250x350 y el 300x250, siendo este último el más utilizado.
- Megabanner, superbanner, bigbanner o lead board, es la adaptación del banner tradicional a las mayores dimensiones de las actuales pantallas de ordenador. Según un Estudio de Formatos Publicitarios realizado por Adpv.com el megabanner es el formato más demandado por los anunciantes. Su medida más habitual es de 728x90.[2]
- Rascacielos, cuando el formato es vertical; sus medidas suelen ser 120x600 y 160x600. Puede ser también flotante desplazándose de arriba hacia abajo según el usuario baje o suba dentro de la web.
- Interstitial, es el tipo de banner que aparece a pantalla completa al abrir la página y que el usuario debe cerrar manualmente para acceder al contenido. La ventaja de este tipo de anuncios es que son de visualización obligatoria, razón por la que son muy demandados por los publicistas. Sin embargo, al usuario le suelen producir rechazo por considerarlos invasivos, lo que puede resultar en una percepción negativa de la marca.[3]
- Floor ad. El Floor ad se coloca en la parte inferior de la página web cerca del footer. Sus dimensiones más comunes son de unos 700×200 píxeles y tiene bastantes opciones de personalización.[4]
- Banner expandible. Es un tipo de banner que se inicia con el formato habitual y que se amplía ya sea de forma automática o bien por la acción del usuario. Dicha extensión puede producirse en un panel adyacente al banner o bien sobre una capa flotante que puede incluir contenido adicional.
- Pushdown Banner. El pushdown banner es un formato de banner que desplaza el contenido del sitio web hacia abajo a medida que el anuncio se va expandiendo. El banner se muestra inicialmente en formato reducido y posteriormente, se va ampliando. Entonces el usuario puede optar por cerrar el anuncio y volver a la opción inicial o interactuar con el mismo.[5]
- Botón, en formatos pequeños;
- Banner layer, cuando la publicidad aparece sobreimpresionada en tu cuarto.

## Banderola para imagen de la compañía
Las banderolas originalmente se crearon para dirigir público entre distintos sitios web; pero, por su bajo CTR, muchas compañías lo usan como publicidad equivalente a una valla publicitaria común en una autopista, pero en este caso en un sitio web.